# Ligier
Ligier — французский автопроизводитель, созданный автогонщиком и игроком в регби Ги Лижье.

## История

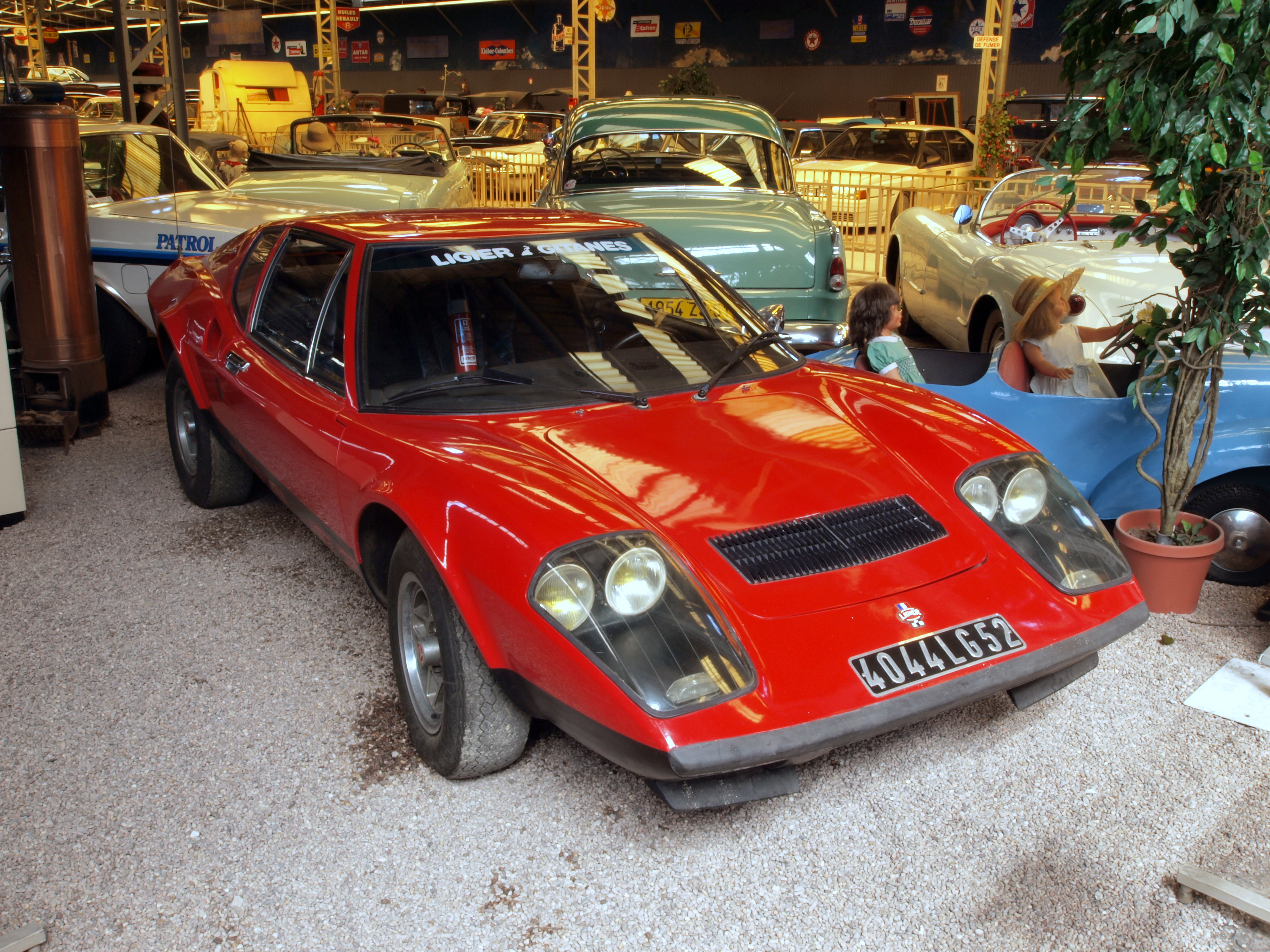
Ligier JS2

Компания начала производство автомобилей со спортивной модели Ligier JS2, использующей V-образный шестицилиндровый двигатель: до 1970 года — Ford как у Ford Capri 2600RS, с 1971 года — Maserati как у Citroën SM. Автомобили Ligier содержали префикс JS в честь лучшего друга Ги Лижье Жо Шлессера, погибшего на Гран-при Франции 1968 года в команде «Хонда».
В сентябре 2008 года при поглощении компанией Ligier автомобильного подразделения Microcar французского производителя Bénéteau была создана компания Ligier Group под генеральным руководством Филиппа Лижье, сына основателя.

## Ligier в автогонках
Ligier более известен как автогоночная команда, участвовавшая в автогонках серии Формула-1 в сезонах с 1976 года по 1996 год. Дебютировала с автомобилем Matra с V-образным двенадцатицилиндровым двигателем. Жак Лаффит принес команде победу в Гран-при Швеции 1977 года.
Команда Ligier также участвовала в гонках на выносливость 24 часа Ле-Мана с 1970 по 1975 год.

## Современные модели

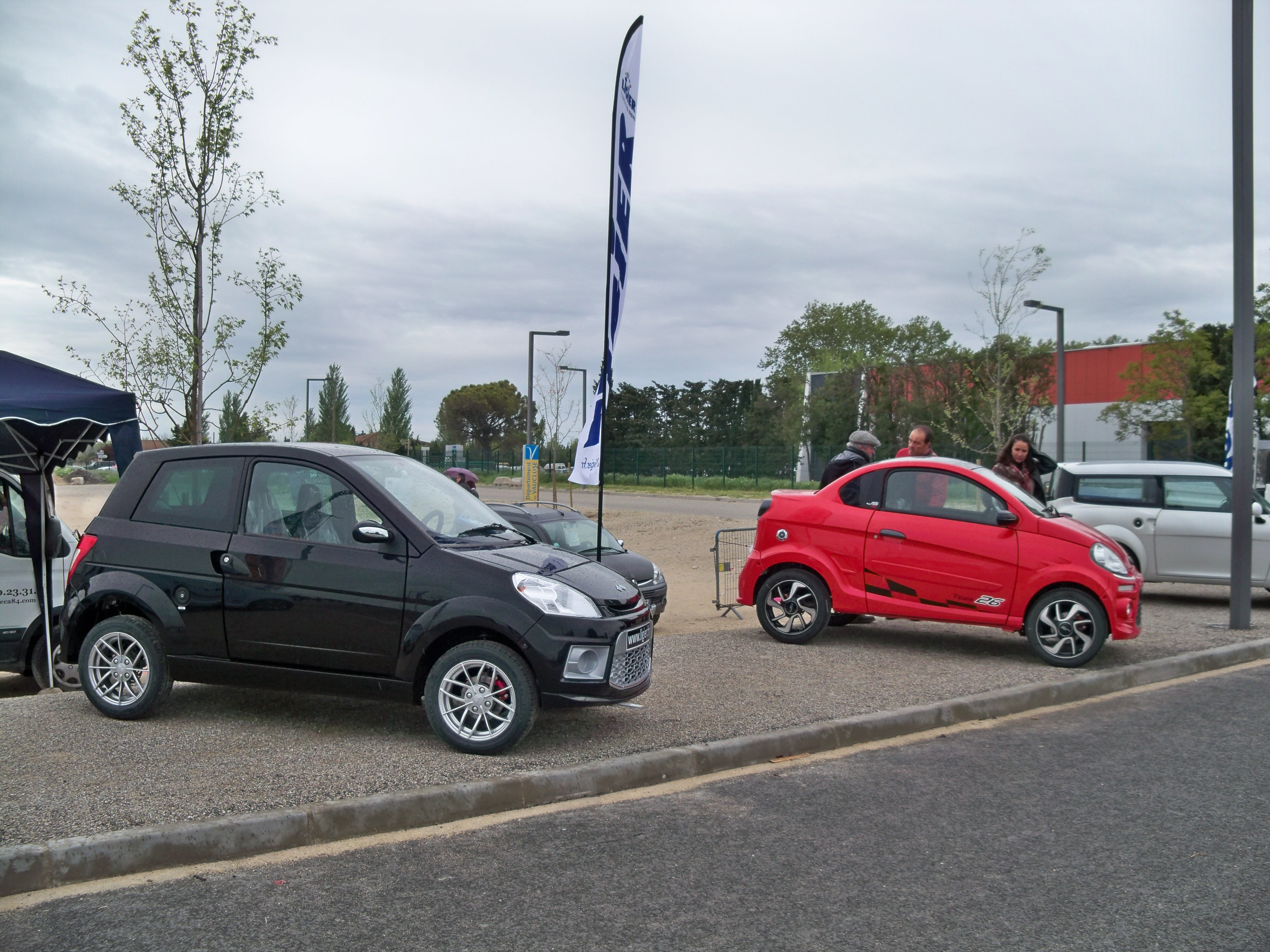
Ligier JS 50 и JS RC

С 2008 года Ligier производит сити-кары и электромобили. Основой модельного ряда являются сити-кары JS 50 и JS RC. Автомобили комплектуются дизельными двухцилиндровыми двигателями производства итальянской компании Lombardini S.r.l. Также выпускаются коммерческие квадрициклы Pulse 4.

## Ligier EZ-10

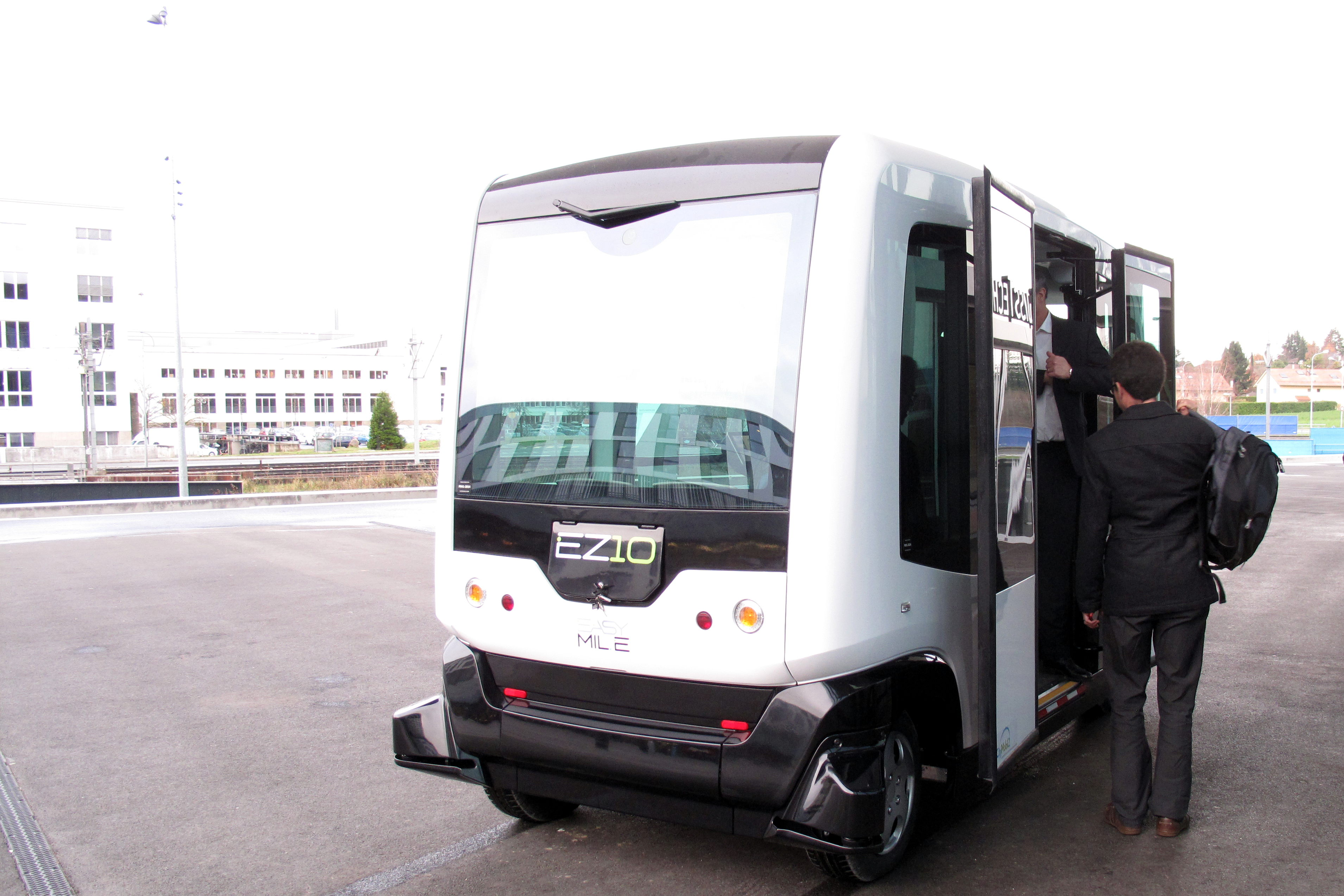
Ligier EZ-10

Ligier EZ-10 — беспилотный микроавтобус, электромобиль с двигателем мощностью 4 кВт. Разработан и производится Ligier. Максимальная скорость — 40 километров в час. Вмещает до шести человек сидя и позволяет брать шесть пассажиров стоя, может перевозить инвалидную коляску.
Решено использовать Ligier EZ-10 в Нидерландах в системе беспилотного общественного транспорта WEpod на маршруте длиной 11 километров между железнодорожной станцией Эде-Вагенинген и кампусом Вагенингенского университета. Бесплатные демонстрационные поездки были проведены с мая по июль 2016 года, тестирование системы началось в ноябре 2015 года. Максимальная скорость на маршруте — 25 километров в час. В проекте участвуют провинция Гелдерланд, Вагенингенский университет и Делфтский технический университет.

## Microcar

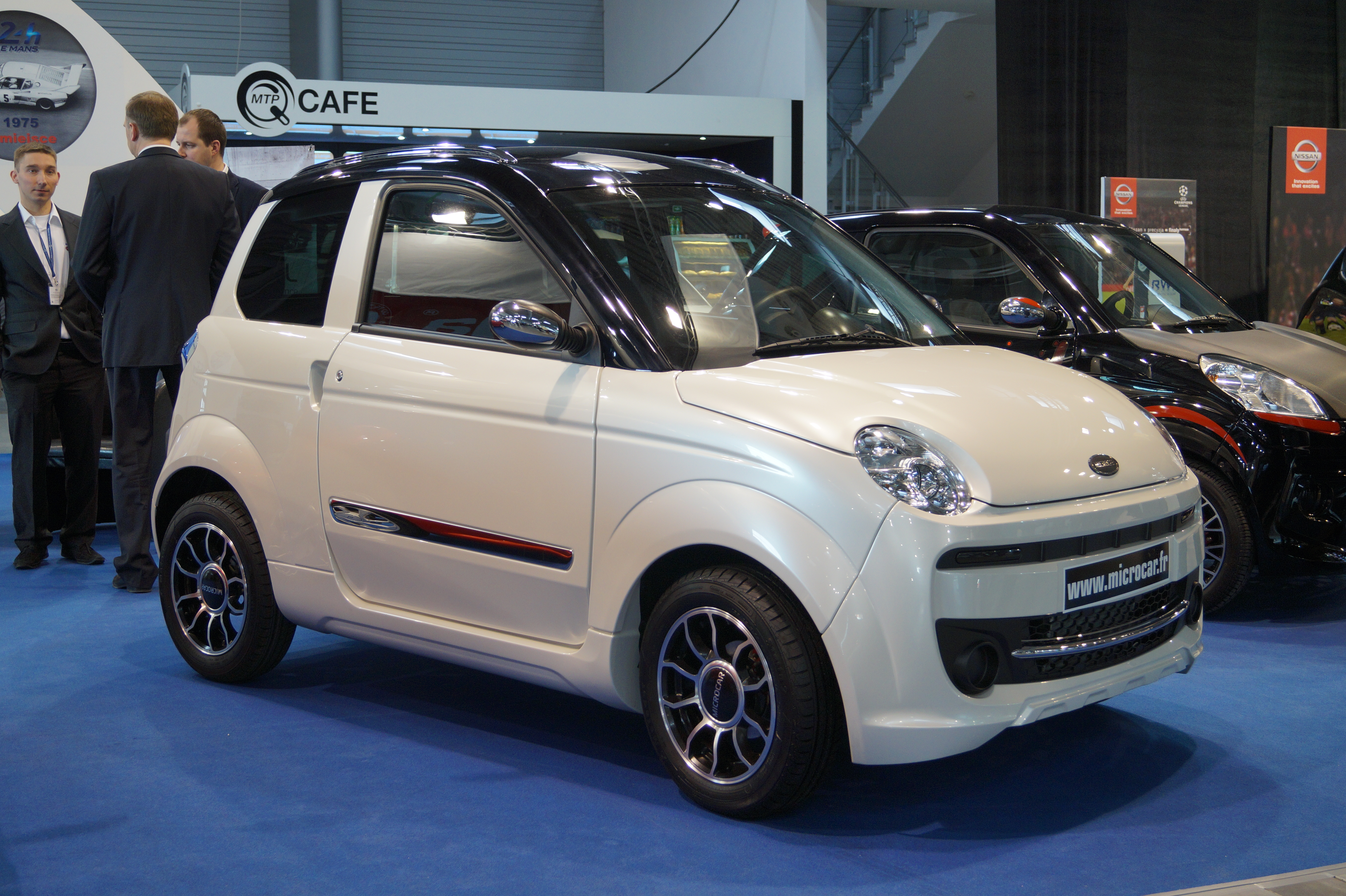
Microcar M.Go

Microcar — французский производитель сити-каров. Компания основана в 1984 году как подразделение производителя лодок Bénéteau. В 2008 году компания куплена компанией Ligier.
Основой модельного ряда являются сити-кары Dué и M.Go. Также выпускается коммерческий городской автомобиль Flex. Автомобили комплектуются дизельными двухцилиндровыми двигателями производства итальянской компании Lombardini S.r.l.